# (9253) Oberth
(9253) Oberth  es un asteroide perteneciente al cinturón de asteroides, descubierto el 25 de marzo de 1971 por Cornelis Johannes van Houten e Ingrid van Houten-Groeneveld sobre placas de Tom Gehrels desde el Observatorio Palomar, en Estados Unidos.

## Designación y nombre
Oberth se designó inicialmente como 1171 T-1.
Más adelante fue nombrado en honor al físico alemán, uno de los padres de la astronaútica, Hermann Julius Oberth (1894-1989).

## Características orbitales
Oberth orbita a una distancia media del Sol de 2,3945 ua, pudiendo acercarse hasta 1,9554 ua y alejarse hasta 2,8336 ua. Tiene una excentricidad de 0,1833 y una inclinación orbital de 7,2878° grados. Emplea en completar una órbita alrededor del Sol 1353 días.

## Características físicas
Su magnitud absoluta es 14,4.